# Jonathan Motzfeldt
Jonathan Jakob Jørgen Otto Motzfeldt (25. september 1938 i Qassimiut i det nuværende Kujalleq Kommune – 28. oktober 2010 Nuuk) var en grønlandsk politiker og præst, der var Grønlands første landsstyreformand. Jonathan Motzfeldts kaldenavne var Junnuk og Juntaaq.
Motzfeldt var en central skikkelse i udviklingen af det moderne Grønland og dets politiske liv.

## Opvækst, privatliv, uddannelse og erhverv
Motzfeldt voksede op i bygden Qassimiut som søn af sælfanger Søren Motzfeldt (død 1984) og hustru Kirsten Motzfeldt, født Klemmensen (død 1979).
Han tog lærereksamen fra Illinniarfissuaq (Grønlands Seminarium) i Nuuk 1960, og blev teolog fra Københavns Universitet i 1966. Samme år blev han ansat som præst i bygden Alluitsup Paa, (dansk: Sydprøven) i Sydgrønland og fra 1969 arbejdede han som præst i Qaqortoq by og Præstegæld 1969-1979.
Gift 18. december 1965 med seminarieadjunkt Margit Koch Motzfeldt, født Petersen 19. februar 1945 på Frederiksberg. Han blev 9. august 1992 gift anden gang med forsker Kristjana Guðrún Guðmundsdóttir, født 15. februar 1951 i Reykjavik.

## Politisk karriere
I 1971 gik han ind i politik og blev valgt ind som medlem af Grønlands Landsråd, som han blev næstformand for i 1975, helt frem til Hjemmestyrets indførelse i 1979. Han var derefter medlem af Grønlands Landsting fra 1979 til 2009. I 2009 blev han ikke genvalgt til landstinget.
I 1977 var han med til at stifte Siumut som parti og blev formand for partiet. Han fortsatte med to mindre afbrydelser (Moses Olsen i 1978 og Lars-Emil Johansen i 1979–1980) som formand indtil 1987 og blev igen formand for Siumut fra 1998 til 2002.
Partiet blev Grønlands største og han blev dermed landsstyreformand, da Hjemmestyreordningen trådte i kraft, og Grønlands Landsting blev oprettet i 1979. Det var Jonathan Motzfeldt, der på et møde i Landsrådets efterårssamling 19. september 1972, som den første havde fremsat et forslag til indførelse af hjemmestyre.
Han fortsatte som landsstyreformand frem til 1991. I 1991 blev Jonathan Motzfeldt tvunget til at trække sig som landsstyreformand og forlade politik for en længere periode på grund af alkoholproblemer. Efter Lars Emil Johansen valgte at blive vicekoncernchef i Royal Greenland overtog Jonathan Motzfeldt atter posten som landsstyreformand i 1997, hvor han sad til 2002.
I Motzfeldts sidste periode som landsstyreformand var han repræsentant for de skadelidte i Grønland i forbindelse med Thule-sagen om tvangsflytning af inuitbefolkningen i Uummannaq i 1953 i forbindelse med bygningen af Pituffik Space Base. Den 2. september 1999 udsendte den danske statsminister Poul Nyrup Rasmussen og Motzfeldt en fælleserklæring med en skriftlig undskyldning til de tvangsflyttede. Dette var første gang den danske stat reagerede på kritik med en undskyldning.
I perioderne fra 1979 til 1988, i 1997 og igen fra 2003 til 2008 var Motzfeldt desuden landstingsformand. Efter at være blevet anmeldt til politiet for et påstået seksuelt overgreb, valgte han 18. januar 2008 at trække sig fra posten som formand for Landstinget. Sagen blev efterfølgende frafaldet, uden at der blev rejst sigtelse, pga. manglende beviser. Efter at han havde trukket sig, valgte han at koncentrere sig om arbejdet i den grønlandsk-danske selvstyrekommission.
Motzfeldt afgik ved døden den 28. oktober 2010 på Dronning Ingrids Hospital i Nuuk af en hjerneblødning efter en lang kamp mod kræft.

## Tillidsposter
Medlem af Studenterrådet, Københavns Universitet 1962-63, formand for grønlænderforeningen Kalatdlit, København 1962-64, medlem af Grønlandsrådet 1971-79, medlem af Hjemmestyreudvalget 1973, medlem af Hjemmestyrekommissionen 1975-79, formand for Landsplansudvalget 1978, formand for Præsteforeningens Grønlands Kreds 1975-79, formand for Kommunernes Tilsynsråd 1975-79, formand for Fællesrådet vedr. mineralske råstoffer i Grønland 1979-91, medlem af Hans Lynge Fondens bestyrelse 1988-, formand for Kommunalreformkommissionen 1992-95, bestyrelsesformand for Grønlandsfly A/S (i dag Air Greenland A/S) 1991-97, medlem af Kommissionen for videnskabelige undersøgelser i Grønland 1979-97, formand for forsøgsstationen Upernaviarsuk 1990-, bestyrelsesformand for KNIs bestyrelse 1994-97, bestyrelsesformand for KNI Holding A/S 1995-97. Formand for Kommunernes Tilsynsråd 1997-02.
Medstifter af og formand for Vestnordisk Råd 1991-1992, 1997-1998, 2003-2004, 2006-2007.

## Ordner og titler
- Æresdoktor i politologi ved University of Alaska, Fairbanks, USA (1985)[17]
- Grønlands Fortjenstmedalje Nersornaat i guld (1. maj 1989)[5]
- Kommandør af Dannebrog af 1. grad (2003)
- Den svenske Nordstjerneorden, Kommandør[17]
- Kgl. Norsk Fortjenstorden, Kommandør med stjerne[18]
- Den tyske Forbundsrepubliks Fortjenstordens store fortjenstkors med stjerne[17]
- Den Islandske Falkeorden, kommandørkors med stjerne
- Den belgiske Kroneorden